# Pałac w Małej Wsi
Pałac w Małej Wsi – zabytkowy pałac w miejscowości Mała Wieś (powiat grójecki).
klasycystyczny obiekt zaprojektowany przez Hilarego Szpilowskiego na zlecenie Bazylego Walickiego, znajdujący się w Małej Wsi. Pałac od 1786 do 1945 należał do rodzin Walickich, Zamoyskich, Lubomirskich oraz Morawskich. Po drugiej wojnie światowej został znacjonalizowany w ramach reformy rolnej, a następnie został letnią rezydencją Urzędu Rady Ministrów. Lechosław Herz, historyk Mazowsza, określił Małą Wieś jednym z najpiękniejszych zabytków klasycyzmu w Polsce.
Mała Wieś nie była zwykłym dworem, ale okazałą siedzibą, domem wielu zasłużonych dla Polski osób.

## Historia

### Przed budową pałacu
Dobra te od XVI wieku stanowiły własność szlacheckiej rodziny Zbierzchowskich herbu Grzymała. Zbierzchowscy byli właścicielami części Belska Dużego i okolicznych wsi. Dobra te nabył w połowie wieku XVIII stronnik króla Stanisława Augusta Poniatowskiego i jego ekonomiczny doradca – Bazyli Walicki herbu Łada, syn Aleksandra i Pudencjanny z domu Czosnowskiej. Nowy dziedzic Małej Wsi ożenił się z Różą z Nieborskich herbu Lubicz. Wykorzystując jej dobra posagowe, ulokował je na dobrach Mała Wieś i kilku przyległych folwarkach. Po zakupieniu Małej Wsi, tu właśnie – przed rokiem 1775 – Walicki zlokalizował centrum swojego majątku, zamieszkując w dość obszernym, drewnianym dworze alkierzowym Zbierzchowskich, istniejącym w tym miejscu od XVI wieku.

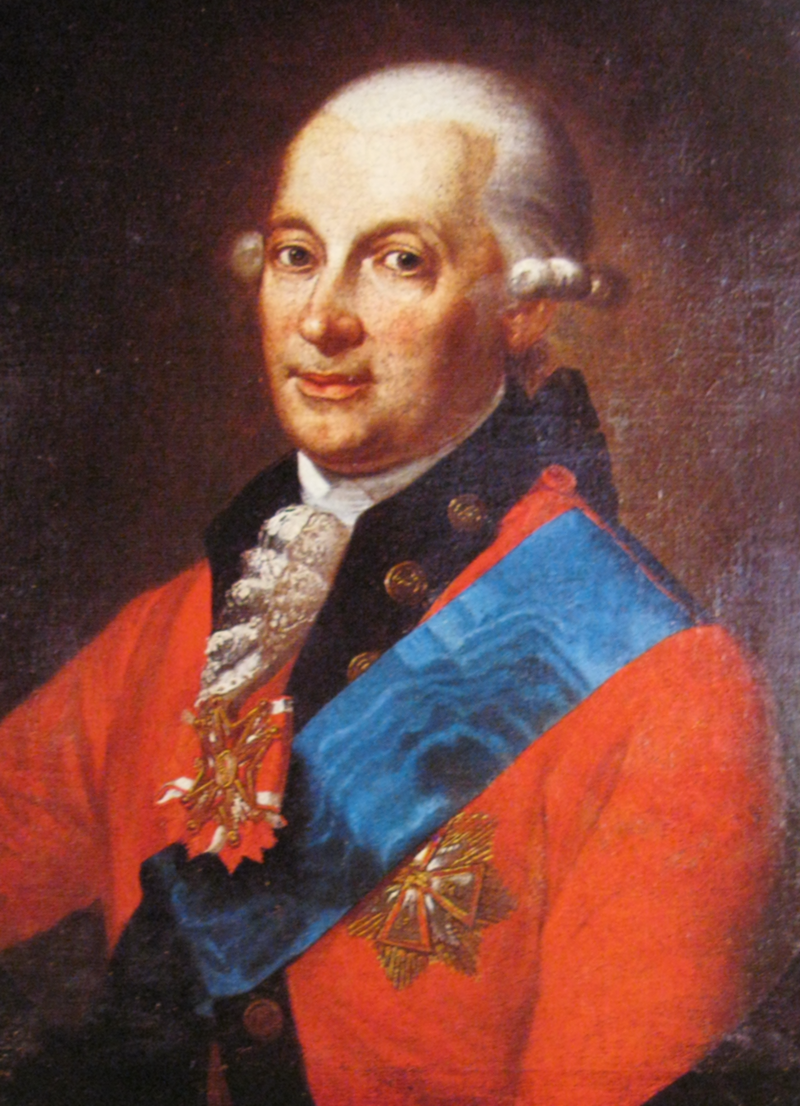
Bazyli Walicki
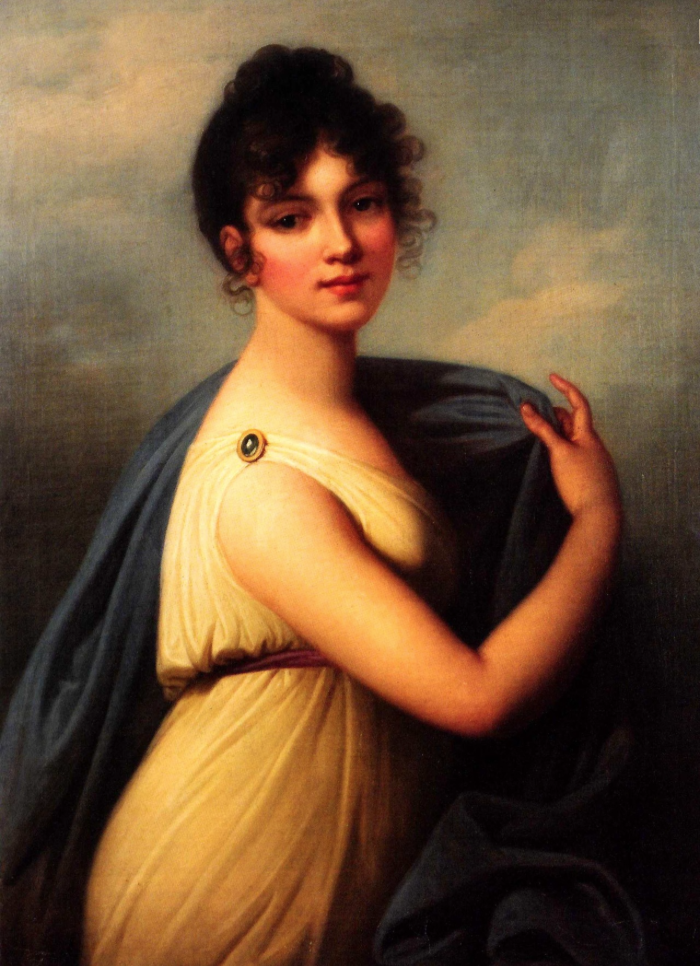
Klementyna z Kozietulskich
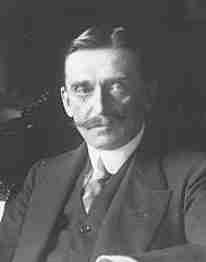
Zdzisław Lubomirski
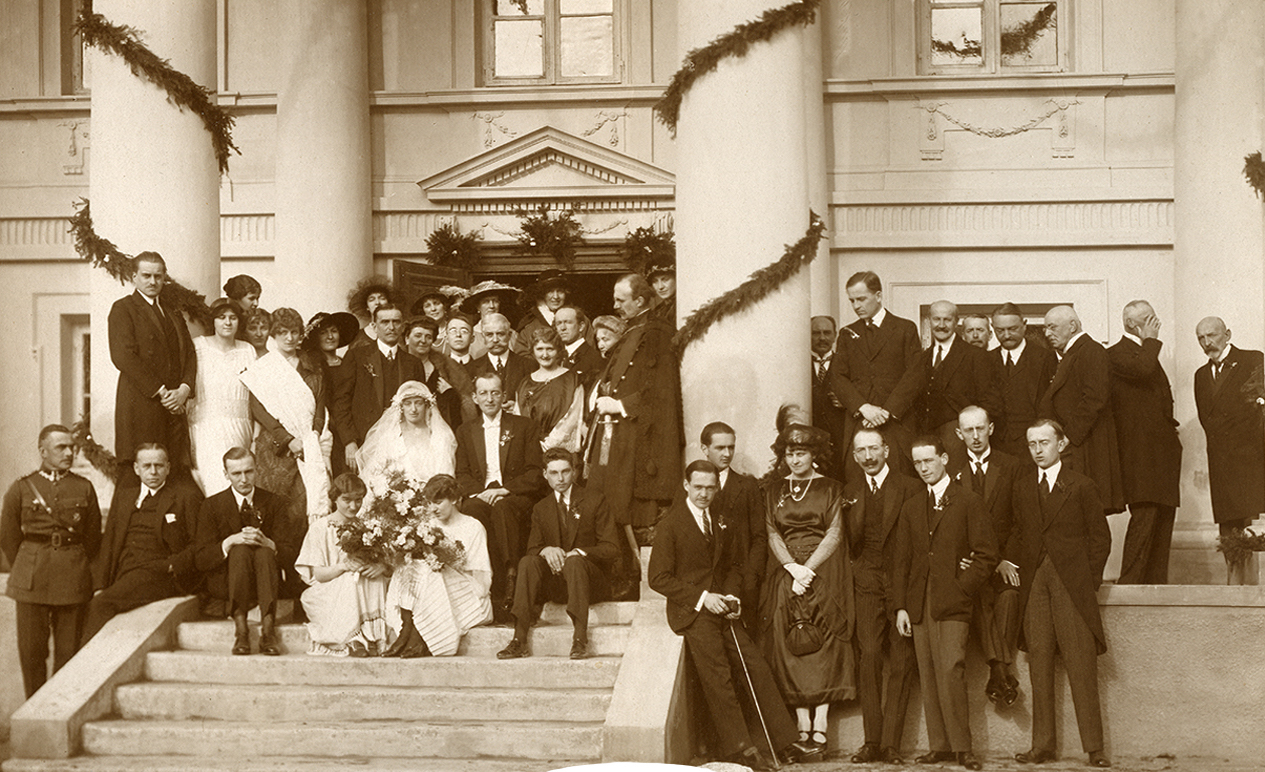
Ślub T. Morawskiego i J. Lubomirskiej
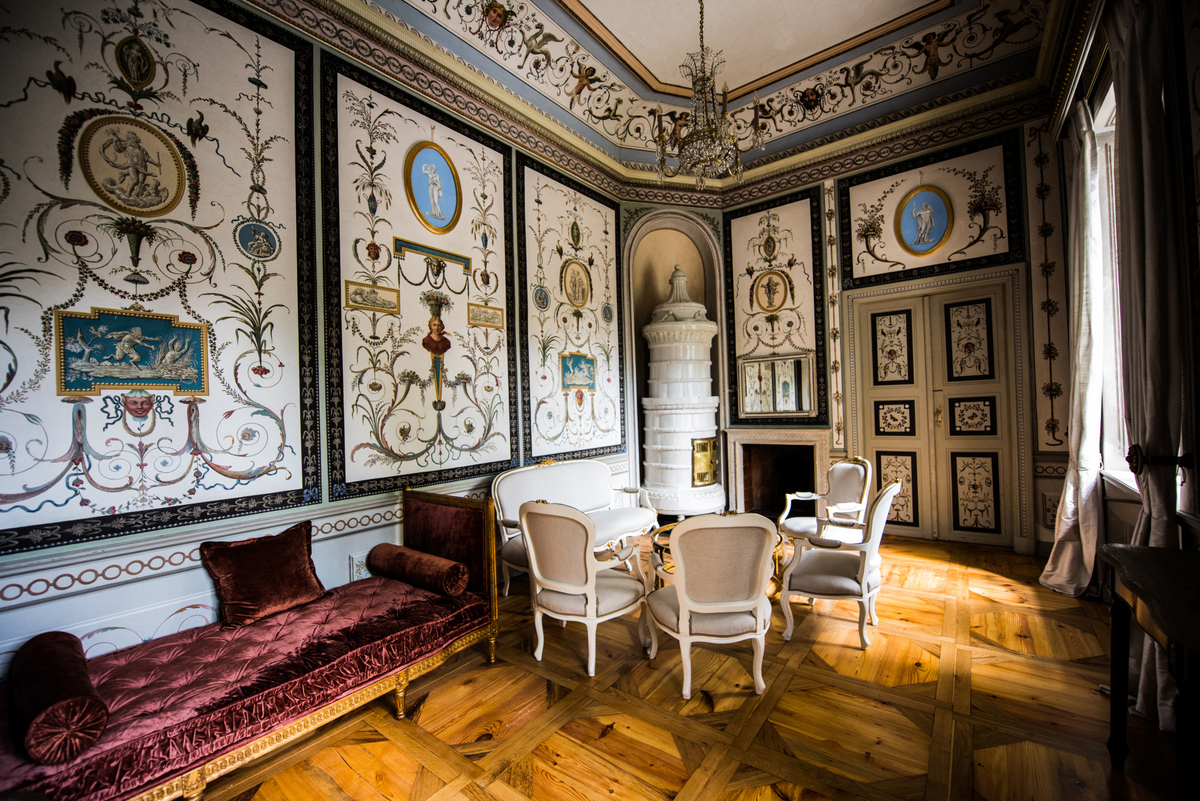
Sala Pompejańska
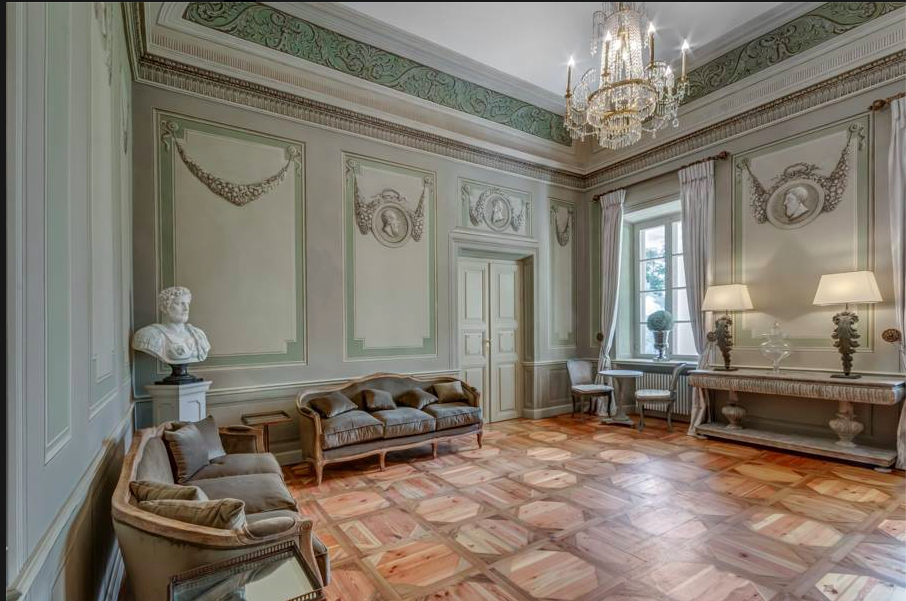
Sala Mędrców

### Fundacja pałacu
Siedzibę rodzinną przeniósł niebawem do wybudowanego w latach 1783–1786 pięknego, klasycystycznego pałacu, zaprojektowanego przez znanego ówczesnego architekta Hilarego Szpilowskiego. Wprowadzono się do niego w dniu 3 czerwca 1786 roku, o czym świadczy do dziś zachowana drewniana tabliczka z wyrytym tam napisem: „Anno Dni 1786. D. 3 Junij. Wprowadzenie do pałacu”, zakotwiczona w przydrzwiowej wnęce za szkłem. Początkowo budowla ta połączona była galeriami z czterema okazałymi pawilonami bocznymi. W początkach wieku XIX kolejny znany architekt Fryderyk Lessel dokonał przebudowy, oddzielając pawilony od trzonu głównego, czyniąc tym samym o wiele bardziej delikatny układ przestrzenny.
Pałac odwiedził w dniach 20–22 lipca 1787 roku król Stanisław August Poniatowski, który wracał ze spotkania z Katarzyną Wielką. Serdecznie chwalił i podziwiał dwór postawiony przez swojego przyjaciela. Sto lat później w małowiejskim parku został postawiony kamień upamiętniający tę wizytę.

### XIX wiek
Po śmierci Bazylego majątek w Małej Wsi przejął jego syn, Józef. Ożenił się on z Klementyną z Kozietulskich, siostrą słynnego szwoleżera. Sam pułkownik zmarł w Małej Wsi w 1821 roku. Józef Walicki nie był osobą formatu Bazylego Walickiego jeśli chodzi o rolę państwową, natomiast sprawnie zarządzał swoim majątkiem w Małej Wsi. Mieli z Klementyną dzieci: Aleksandra, który zmarł w 1831 roku oraz Józefę, która odziedziczyła majątek po ojcu. Wyszła ona za mąż najpierw za syna emira Rzewuskiego, Stanisława, który krótko po ślubie zmarł w Krakowie w 1831 r. w trakcie epidemii cholery, przyniesionej przez żołnierzy rosyjskich tłumiących powstanie listopadowe. Samo wydarzenie jakim był ślub tej pary było niezwykłe – kościół w Belsku nigdy potem nie widział tylu muzułmańskich turbanów, kozackich czap i szerokich szarawarów, tylu krzywych tureckich szabel i buńczuków niesionych przed emirem na modłę osmańską.
Owdowiała Józefa wyszła ponownie za mąż za Zdzisława Zamoyskiego, przedstawiciela jednej z najbogatszych familii arystokratycznych. Mieli same córki i jedna z nich – Maria, odziedziczyła majątek w Małej Wsi. Wyszła ona za mąż za Jana Tadeusza Lubomirskiego. Tak jak ślub matki Marii miał miejsce tuż przed zawieruchą powstania listopadowego, tak ślub jej córki zbiegł się z powstaniem styczniowym. Zarówno jej rodzice, jak i jej mąż byli zaangażowano w ruch konspiracyjny – to z warszawskiej siedziby rodziny Zamoyskich dokonano nieudanego zamachu na życie Fiodora Berga i z niej wyrzucono przez okno fortepian Fryderyka Chopina. Jan Tadeusz Lubomirski był członkiem Rządu Narodowego Cywilnego i za zaangażowanie w ruch niepodległościowy został skazany na zesłanie na Syberię. Spędził tam dwa lata i udało mu się wrócić do Małej Wsi dzięki wpływom rodziny Zamoyskich i staraniom jego żony, która wybłagała u cara Aleksandra II zwolnienie Lubomirskiego z zesłania. W Rosji urodził się ich pierwszy syn, Zdzisław. Powrócili oni razem do Małej Wsi w 1866 roku.
Jan Tadeusz Lubomirski skupił się na zarządzaniu majątkiem i opracowywaniem książek historycznych. W samej Małej Wsi zgromadził on wiele cennych tomów będących największym księgozbiorem w okolicy. Zdzisław Lubomirski był równie zaangażowany w działalność na rzecz Polski co jego rodzice. Po okresie edukacji pobieranej za granicą, wrócił do kraju i ożenił się z Marią z Branickich. Była ona przedstawicielką jednego z najpotężniejszych rodów ówczesnej Europy z wielkimi posiadłościami na Ukrainie. Sama Maria była osobą obytą na świecie, utrzymywała wiele ciekawych znajomości, między innymi z marszałkiem Finlandii, Gustafem Mannerheimem. Maria pisała pamiętniki, a te opisujące życie w Małej Wsi w trakcie I wojny światowej zostały opublikowane.

### Do 1945
Majątkiem zarządzali Zdzisław Lubomirski wraz ze swoją żoną, Marią z Branickich. Pałac był centrum życia lokalnego, a przez osobistą, wysoką pozycję Zdzisława funkcjonował również jako jedno z centrów odradzającego się państwa. Po wybuchu I wojny światowej i wkroczeniu Niemców do Warszawy, Zdzisław został członkiem Rady Regencyjnej, która była organem władzy zwierzchniej Królestwa Polskiego. 7 października 1918 roku Rada ogłosiła deklarację niepodległości, a następnie 11 listopada 1918 przekazała pełnię władzy Józefowi Piłsudskiemu. Zaangażowanie Zdzisława w politykę państwa i Warszawy, w której był także prezesem Centralnego Komitetu Obywatelskiego, odbiło się na stanie majątku w Małej Wsi. Słaby zarząd i hulaszczy tryb życia jej gospodarza doprowadził do znaczącego zadłużenia dworu. Szczęśliwie dla Zdzisława, jego córka Julia wyszła za mąż za arystokratę z Wielkopolski, Tadeusza Morawskiego, który objął zarząd nad zadłużonym majątkiem. Dzięki jego zaradności, zwłaszcza przez rozpoczęcie nowoczesnej uprawy jabłoni, udało się pospłacać długi i odbudować świetność majątku.
Rozwój został zahamowany przez wybuch II wojny światowej. W pałacu w Małej Wsi stacjonowali Niemcy, którzy zarządzali stąd okręgiem obejmującym ziemię grójecką. 10 listopada 1942 roku Zdzisław Lubomirski został aresztowany przez gestapo za działalność niepodległościową. Przez dwa miesiące był przetrzymywany w więzieniu bez postawienia zarzutów. Wreszcie został zwolniony, ale odniósł ciężkie i poważne rany, przez które nie zdołał już wyzdrowieć. W wyniku obrażeń zmarł 31 lipca 1943 roku w swoim domu w Małej Wsi. Pałac w Małej Wsi był w czasie II wojny światowej schronieniem dla wielu osób pozbawionych domostw lub prześladowanych przez hitlerowców. Zwłaszcza po wybuchu Powstania Warszawskiego i exodusie ludności Warszawy, rodzina Morawskich przyjmowała w pałacu wiele osób. Ponadto dawano schronienie w pałacu Żydom przez cały okres II wojny światowej.
Po przekroczeniu przez Armię Czerwoną Wisły front idący na Berlin prowadził przez Małą Wieś. Rodzina Morawskich zdołała ocalić pałac przed splądrowaniem, nie udało się natomiast ocalić największego zabytku pobliskiego rezerwatu Modrzewina – posadzonego jeszcze przez Bazylego Walickiego słynnego Modrzewia Wojewody, który został przypadkowo spalony przez żołnierzy radzieckich polujących na zające. Wkrótce po tym rodzina Morawskich podzieliła los wielu innych arystokratycznych rodzin, których majątek znacjonalizowano.

### Po wojnie
Reforma rolna zakończyła się nacjonalizacją majątku rodziny Morawskich, których eksmitowano z pałacu i zakazano przebywania w pobliżu 30 kilometrów od obiektu. W ramach nacjonalizacji, oprócz nieruchomości, zostały przejęte składniki ruchome majątku, takie jak wyposażenie wnętrz, obrazy czy cenny księgozbiór Biblioteki Małowiejskiej, który uległ całkowitej dewastacji. Ponadto zbiór dokumentów rodzinnych został przekazany do Archiwum Głównego Akt Dawnych i stanowił podstawę odtwarzanego zasobu. Początkowo w pałacu mieściła się szkoła podstawowa, co mogło doprowadzić do dewastacji zabytkowych wnętrz pałacu. Jednakże w 1947 został przejęty przez Ministerstwo Spraw Zagranicznych, a następnie został przekazany Urzędowi Rady Ministrów. Był letnią rezydencja premierów PRL i III Rzeczypospolitej do momentu zwrotu rodzinie Morawskich w 2008 roku. Wolny czas spędzali tu m.in. Władysław Gomułka, marszałek Rokossowski, Jerzy Urban czy Jerzy Buzek. Szczególnie upodobała sobie to miejsce żona premiera Józefa Cyrankiewicza, Nina Andrycz, która kazała wybudować specjalnie dla siebie łazienkę w pałacu. W okresie od października 1996 do końca kwietnia 1998 roku w murach pałacu, na zaproszenie prezydenta Rzeczypospolitej Aleksandra Kwaśniewskiego, zlokalizowano Akademię Mozartowską.

## Architektura
Architektem pałacu był Hilary Szpilowski, który był bardzo popularnym i cenionym architektem na południowym Mazowszu pod koniec XVIII wieku. Zaprojektował bardzo podobne do pałacu w Małej Wsi budynki pałaców w Słubicach oraz Walewicach. W piwnicy pałacu znajduje się kamień węgielny wmurowany przez Bazylego Walickiego i jego żonę, Różę z Nieborskich z oznaczeniem 1783 roku jako początku budowy. Pałac w Małej Wsi został wybudowany w stylu klasycystycznym na planie prostokąta. Jest dwupiętrowy, podpiwniczony, ozdobiony od przodu portykiem podpartym na ośmiu kolumnach z podjazdem. W tympanonie (frontonie) umieszczony jest herb Bazylego Walickiego – Łada. Elewacja od strony ogrodu jest ozdobiona ryzalitem, również z tympanonem z herbami Łada fundatora oraz Lubicz, jego małżonki Róży z Nieborskich.  herbu Łada, syn Aleksandra i Pudencjanny z domu Czosnowskiej.
Pierwsze piętro pałacu obejmowało pomieszczenia dzienne, gabinety oraz bibliotekę. Z tego powodu zdobienia ścian obecne są wyłącznie w trzech pomieszczeniach – Hallu Wejściowym, gdzie między wspierającymi konstrukcję budynku kolumnami znajduje się posąg greckiego filozofa Diogenesa, Kaplicy oraz w Sali Wedutowej i Pokoju Karcianym, gdzie przedstawione są romantyczne pejzaże nawiązujące do starożytności. Wielką fascynację fundatora czasami antycznymi podkreślają medale z popiersiami Tytusa oraz Juliusza Cezara.
Klatkę schodową pałacu ozdabiają panoplia – motywy militarne składające się z rzymskich zbroi, mieczy, toporów i rózeg liktorskich. Centralnym punktem jest natomiast łacińskie wezwanie dla potomnych o treści: „DISCITE VICTURI PATRUM POST FATA NEPOTES VELLE DEO PATRIAE VIVERE VELLE MORI”, promujące oddanie i patriotyzm. Samo wezwanie ozdobione jest herbem Walickich oraz Orderem Orła Białego, którego kawalerem był pierwszy gospodarz małowiejskiego dworu. Zdobienia klatki schodowej wieńczy modernistyczny żyrandol wykonany z kryształów.
Górne piętro pałacu składa się z ośmiu pomieszczeń, z których każde wyróżnia się oryginalnymi freskami. Pierwszym pomieszczeniem jest Sala Mędrców – dawne pomieszczenie biblioteczne, gdzie na przebywających spoglądają ze ścian starożytni filozofowie: Homer, Sokrates, Platon, Arystoteles, Hipokrates i Cyceron.
Sala Mędrców sąsiaduje z Salą Pompejańską, która została udekorowana groteskowymi freskami. Jest jednym z czterech pomieszczeń na Mazowszu z tego rodzaju malowidłami. Kompozycje składają się z hybryd kwiatowych oraz ludzkich, a także motywów z mitologii greckiej. Pierwsi właściciele pałacu w Małej Wsi, Bazyli Walicki oraz jego syn, Józef, odbyli podróże po Włoszech i zetknęli się z takimi malowidłami, przez co zapragnęli mieć tego rodzaju pomieszczenie w swoim domu. Widoczne również są motywy wolnomularskie w postaci hieroglifów. Początkowo pomieszczenie wykorzystywane było jako gabinet, a następnie było pokojem dziecięcym.
Z Salą Pompejańską przez ścianę sąsiaduje sala jadalna – Warszawska. Duże pomieszczenie, które niegdyś służyło jako miejsce największych uroczystości, m.in. wizyty króla Stanisława Augusta Poniatowskiego. Bazyli Walicki zasłużył się dla miasta Warszawy, był członkiem Komisji Dobrego Porządku, stąd też zażyczył sobie, aby na ścianie głównej sali recepcyjnej pałacu znajdowała się panorama Warszawy widzianej z praskiego brzegu. Malarz panoramy inspirował się malowidłami Canaletto. Dodatkowo w Sali Warszawskiej znajduje się panorama Neapolu z dymiącym Wezuwiuszem.
Pozostałe pomieszczenia to Salon Złoty, Salon Szary, Apartament Książęcy oraz Łazienka Pałacowa, które również wyróżniają się wieloma elementami wizualnymi.

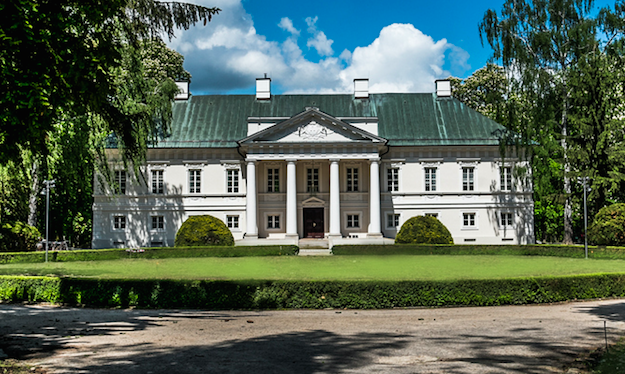
Front z herbem Łada B. Walickiego
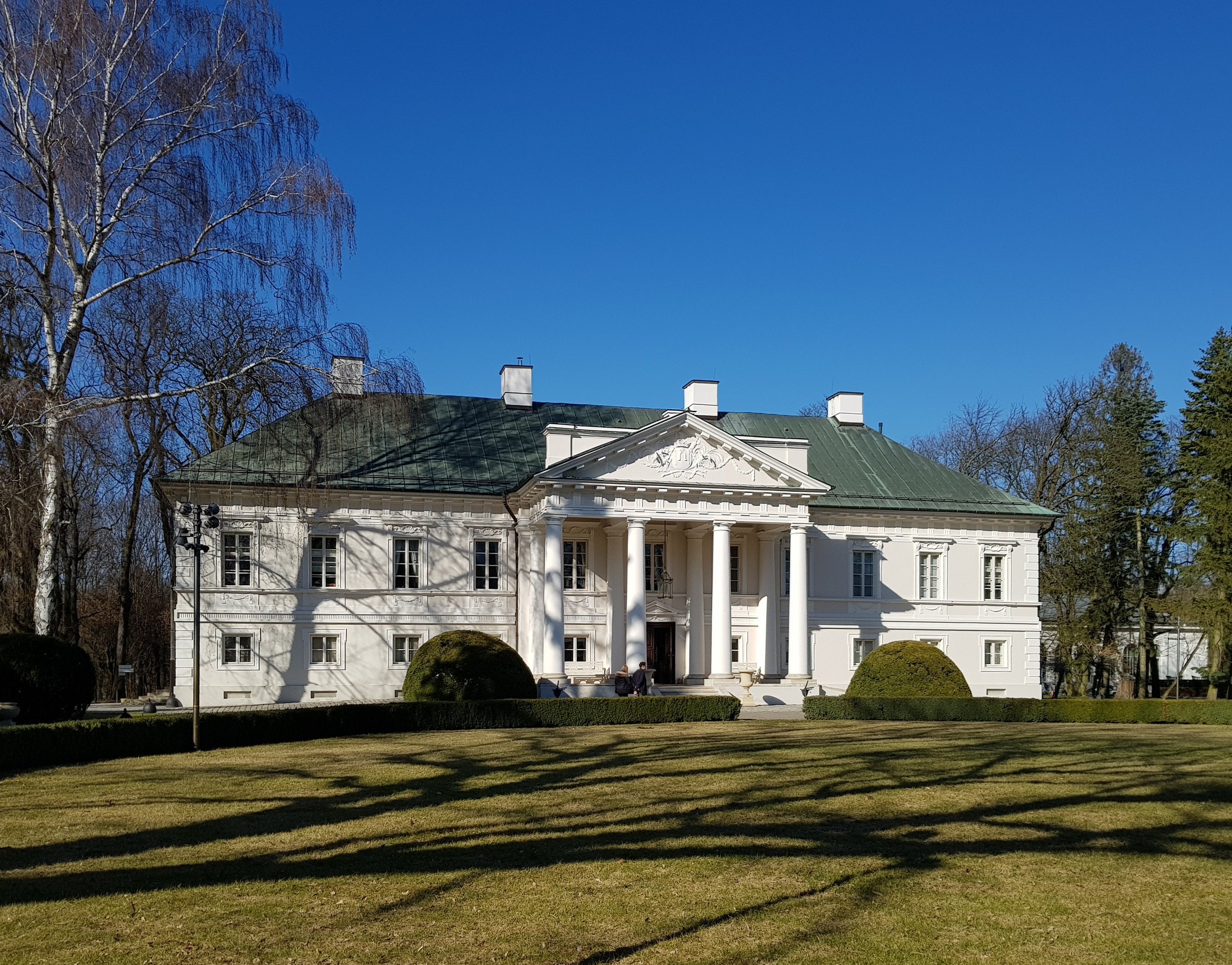
Elewacja ogrodowa z herbami Łada, Lubicz
Herb Łada B. Walickiego
Herb Lubicz Róży z Nieborskich
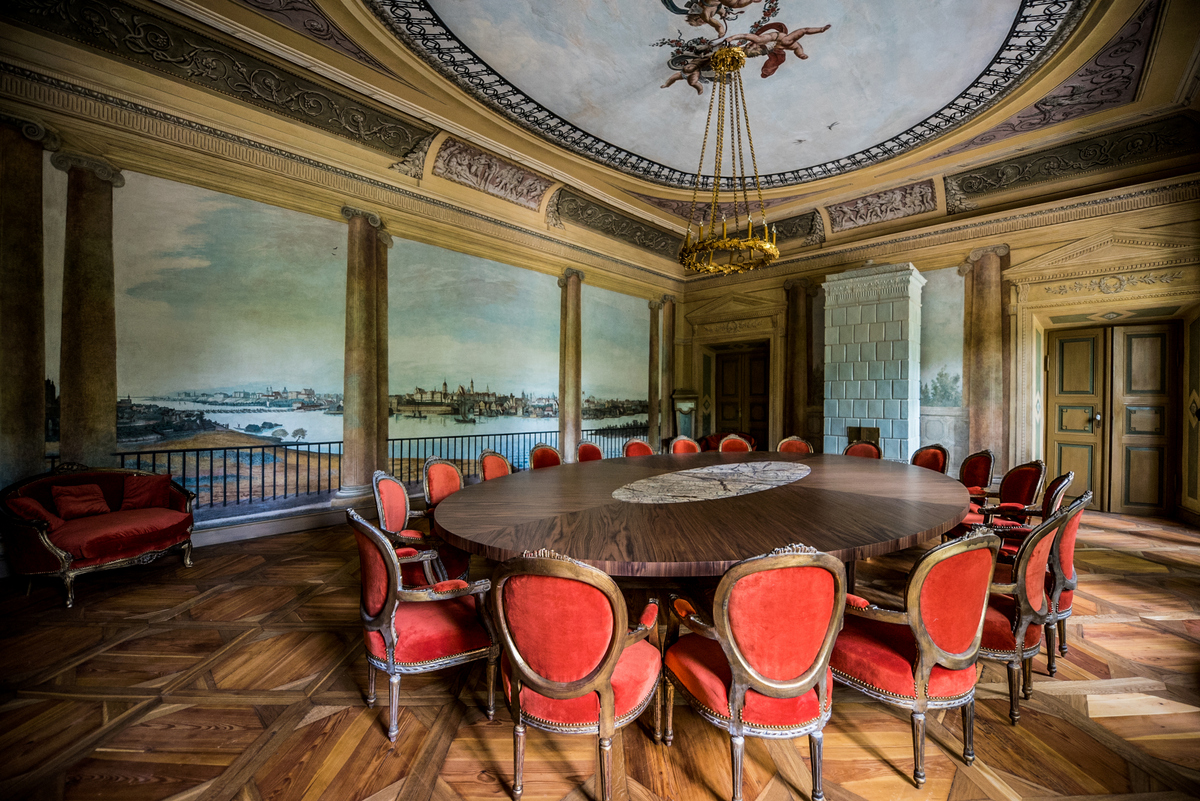
Sala Warszawska
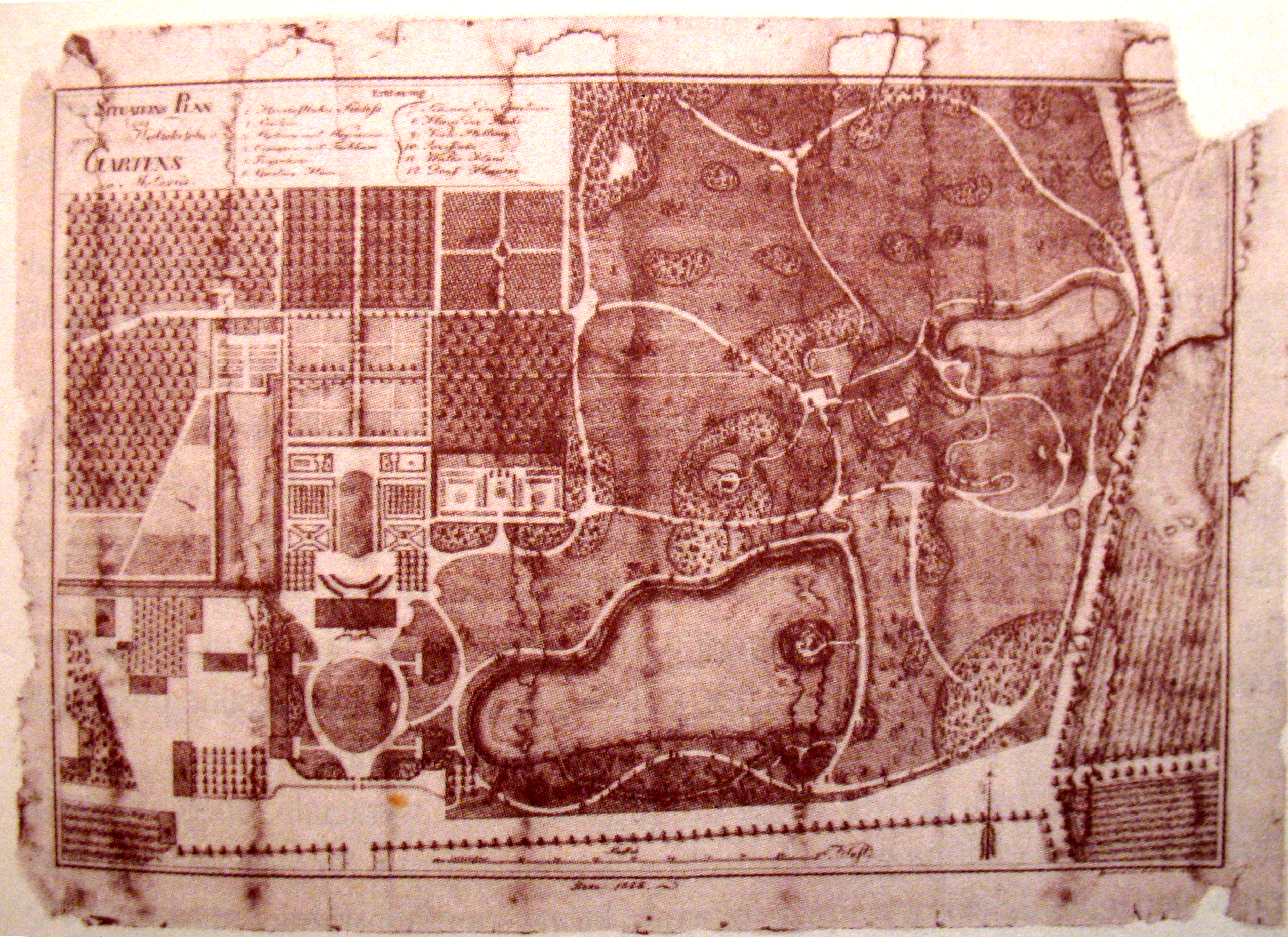
Plan ogrodu w 1829
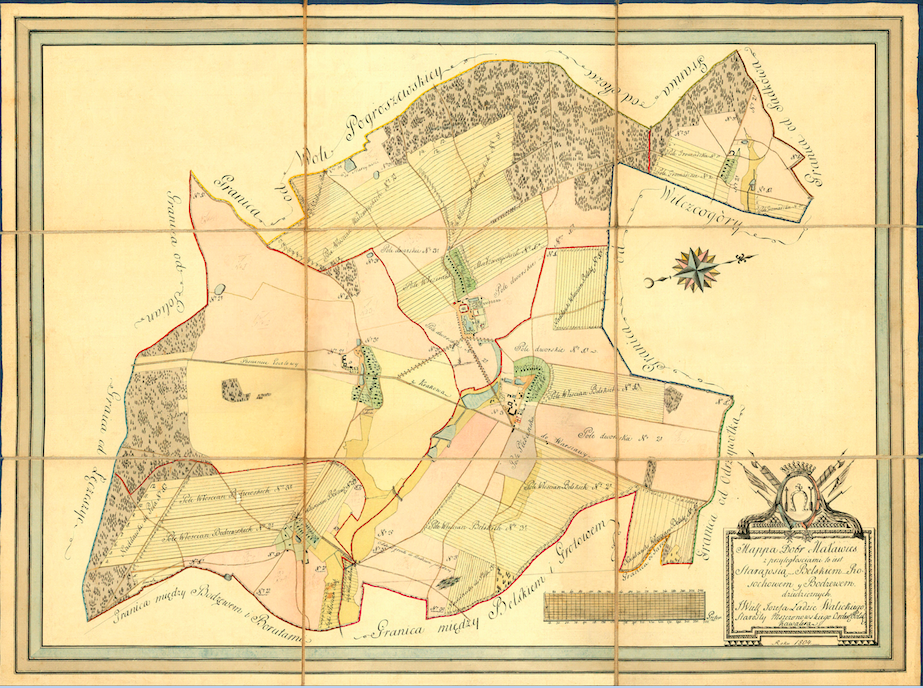
Plan majątku z XIX w.
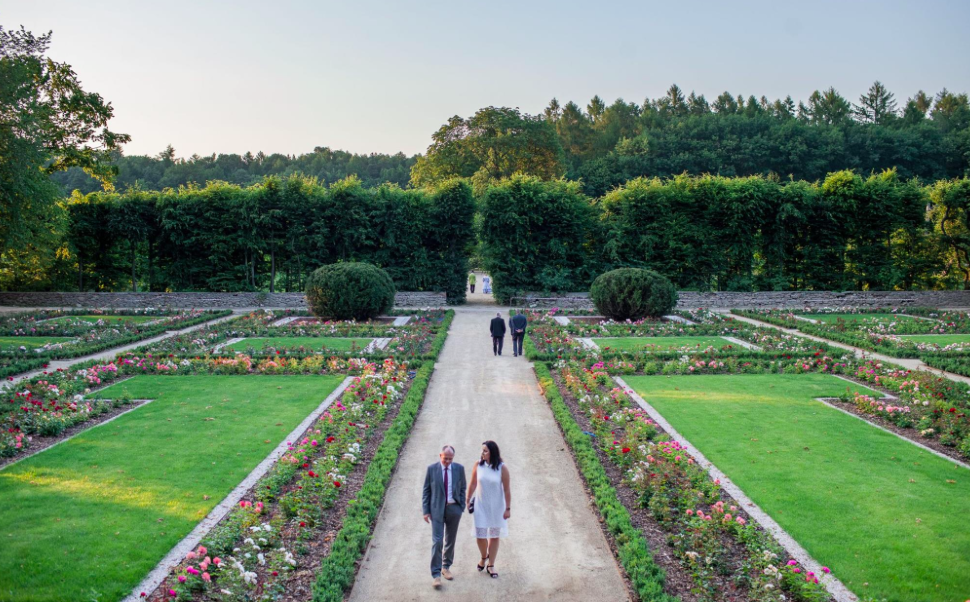
Ogród różany w Małej Wsi

## Ogród
Ogród przy pałacu w Małej Wsi składał się z trzech części: ogrodu francuskiego położonego na osi pałacu, ogrodu angielskiego oraz ogrodu owocowego, w którym zostały posadzone pierwsze jabłonki na ziemi grójeckiej, dziś stanowiący główny element krajobrazu okolicy. Ogród francuski składał się z klombu przed pałacem oraz szpalerów, gabinetów, boskietów i alejek za pałacem. Część angielska składa się z wielkiego stawu, na którym znajdują się dwie wysepki oraz elementów budowlanych jak wjazdowa Biała Brama prowadząca do Belska czy rodzinne Mauzoleum, zbudowane przez Józefę Walicką, córkę Józefa Walickiego i Klementyny z Kozietulskich, która chciała stworzyć miejsce wspomnienia dla zmarłych w czasie epidemii cholery w Krakowie w 1831 swojego brata, Aleksandra i męża, Stanisława Rzewuskiego.

## Pałac w kulturze
Pałac w Małej Wsi był plenerem kilku filmów. Już przed II wojną światową kręcono tu początkowe sceny komedii Ada! To nie wypada! (1936), natomiast po wojnie sceny z pałacem w tle można było obejrzeć w filmach: Trędowata (1976), Widziadło (1984), Nad Niemnem (1986), Pułkownik Kwiatkowski (1995), Lawa (wielka improwizacja w wykonaniu Gustawa Holoubka; 1989) oraz Ślub doskonały (2023).

## Współcześnie
Po sprzedaży przez rodzinę Morawskich i gruntownej renowacji przeprowadzonej w latach 2013–2016 pałac został zaadaptowany do celów usługowych. W miejscu starego pawilonu recepcyjnego, postawionego w latach 60. XX wieku przez Urząd Rady Ministrów, powstał wielofunkcyjny obiekt – Nowa Oranżeria, nawiązujący architektonicznie do pomarańczarni stawianych przez polską arystokrację w XVIII i XIX wieku oraz do Starej Pomarańczarni z Łazienek Królewskich. Wnętrza budynku nawiązują do groteskowej Sali Pompejańskiej z pałacu. Cztery przypałacowe oficyny, które niegdyś służyły jako zaplecze dla służby dworu (mieściły się w nich m.in. pralnia, kuchnia czy spiżarnia), zostały zaadaptowane na pokoje hotelowe, natomiast Wozownia została przemieniona na restaurację. Przywrócony został układ ogrodu francuskiego na wzór założonego przez Klementynę Walicką z Kozietulskich ogrodu, który uchodził za jeden z najpiękniejszych w środkowej Europie. Jego największą ozdobę stanowi ogród różany z parterami z 3000 krzewów róż.